# Філейний ніж

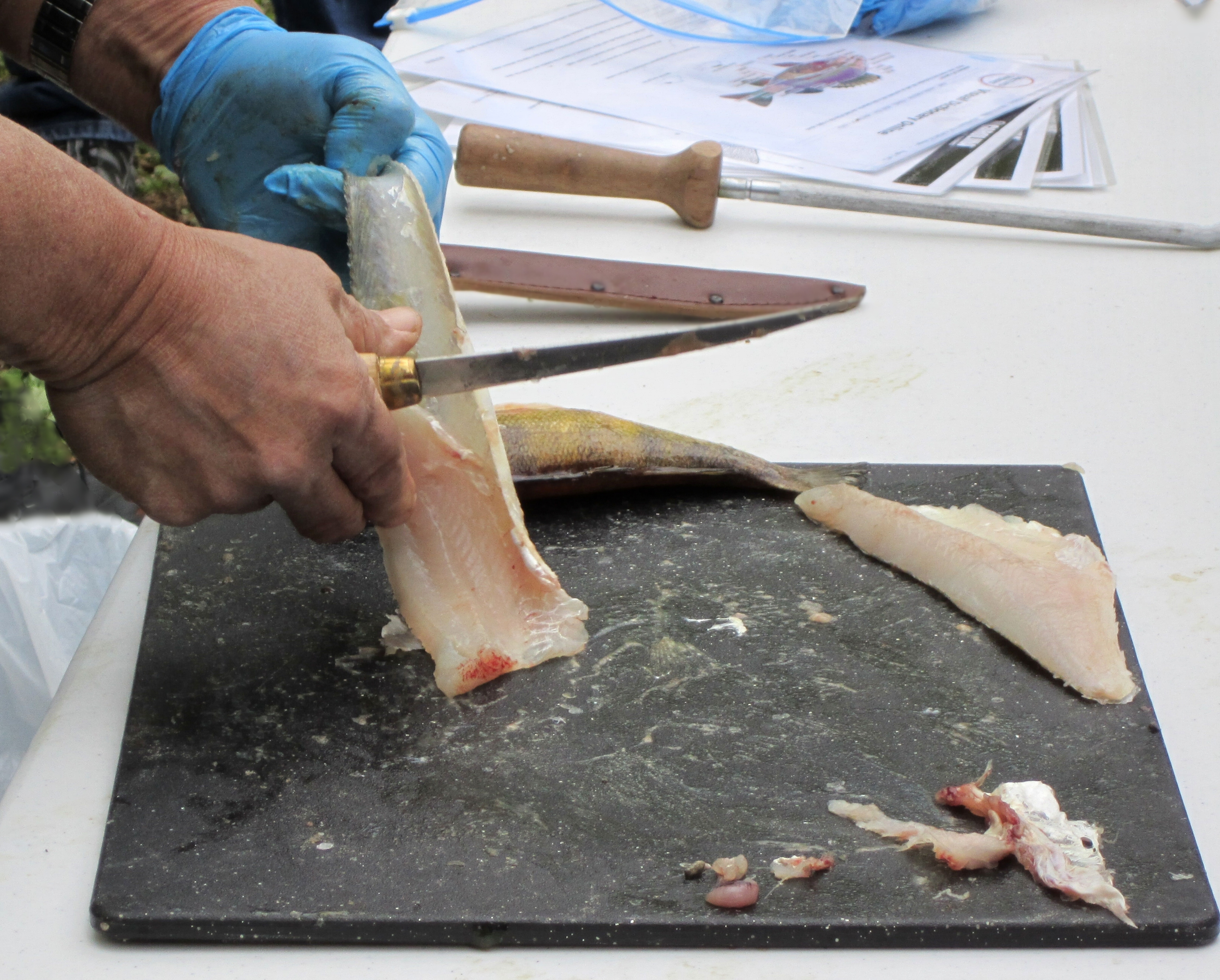
Відокремлення філе риби

Філейний ніж або філейник — спеціалізований кухонний чи рибальський ніж, призначений для отримання філе риби, м'яса або птиці.

## Опис
Філейний ніж має довгий, вузький та гнучкий клинок, що дозволяє одним рухом відокремлювати тонкі та рівні шматки філе від м'яса, риби чи птиці. Довжина клинка варіюється від 10 до 34 см. Розміри 10, 15, 19 і 23 сантиметри вважаються стандартними, а ножі з довжиною клинка 19 сантиметрів — універсальними, що дозволяють обробляти заготовки будь-якого розміру.
Клинки філейних ножів виготовляються з різних типів нержавійної сталі, а для виготовлення руків'я використовують дерево, гуму та пластик. Руків'я часто мають опорну частину для вказівного пальця, що знаходиться в місці з'єднання з клинком.
Філейні ножі виготовляють як з фіксованим клинком, так і у вигляді складаних ножів. Існують варіанти електроінструменту.